# Presídio de Mulheres Violentadas
Presídio de Mulheres Violentadas és una pel·lícula brasilera de 1976, dirigida per A. P. Galante.

## Sinopsi
Tininha (Patrícia Scalvi) éd condemnada injustament per la mort d'un guàrdia. Arriba a un presidi femení, on passa a ser disputada per la cruel directora Rafaela (Meiry Vieira) i pela presonera Nadir (Esmeralda Barros), qui planeja una fuga em massa. Durant un motí, dues preses són mortes i Tininha aprofita pera intentar fugir

## Repartiment
- Esmeralda Barros (Nadir)
- Meiry Vieira (Rafaela)
- Patrícia Scalvi (Tininha)
- Evelyn Erika (Mercedes)
- Zilda Mayo (Joana)
- Hugo Bidet (Antunes)[1]

## Producció
La pel·lícula va inaugurar a Boca do Lixo el "cicle de les presons", una sèrie de pel·lícules que exploraven l'exposició de dones en entorns penitenciaris (presons, convents, internats, reformatoris). Galante diu que va seguir els consells d'un director de cinema alemany, que li hauria dit: "El que dona diners és una xarxa i una dona nua darrere de la xarxa".
La producció es va veure interrompuda. Luiz Castillini, el director que va començar a filmar-la, va abandonar la trama escrita per Rajá de Oliveira i va filmar una història completament diferent. Galante va interrompre el rodatge i va cridar Osvaldo de Oliveira per completar l'obra. Nicole Puzzi, que havia escalat al paper principal, fins i tot va aparèixer al plató d'Itu. Els productors van recórrer a la novella Patricia Scalvi, que se suposava que havia de fer una figuració, i li van donar el paper de Tininha. A la meitat de la producció, Galante es va barallar amb l'actriu, va canviar el guió i va matar el seu personatge.
Tot i els problemes, els productors van obtenir un bon benefici. La producció va ser barata i la renda va ser una de les deu majors entre les pel·lícules brasileres de la primera meitat del 1977, amb 4.649.462,90 dòlars i una audiència de 435.226 espectadors. L’èxit va donar lloc a una sèrie d’obres amb temes similars, com ara Internato de Meninas Virgens (1977), Fugitivas Insaciáveis (1978), Reformatório das Depravadas (1978) i A Prisão (1980).

## Enllaços extens
- Presídio de Mulheres Violentadas a tnaflix.com